# Берізки (Миргородський район)
Берізки́ —  село в Україні, в Миргородському районі Полтавської області. Населення становить 10 осіб. Входить до складу Краснолуцької сільської громади
Після ліквідації Гадяцького району у липні 2020 року увійшло до Миргородського району.

## Географія
Село Берізки розташоване за 4 км від правого берега річки Грунь, на відстані до 2 км від сіл Шевченкове та Гречанівка.
По селу тече струмок, що пересихає із заґатою.

## Назва
На території України є 4 населених пункти з назвою Берізки.

## Історія
- 1890 — дата заснування.
- Село постраждало внаслідок геноциду українського народу, проведеного окупаційним урядом СРСР 1923-1933 та 1946-1947 роках.
- До 2018 орган місцевого самоврядування — Сватківська сільська рада.